# Пурля
Пурля — река в России, протекает в Шацком районе Рязанской области.

## География
Река Пурля берёт начало северо-западнее мордовского села Выша. Течёт на восток через берёзовые леса. Устье реки находится в 24 км по правому берегу реки Выша. Длина реки составляет 16 км. Левый приток Пурли — река Комель.

## Данные водного реестра
По данным государственного водного реестра России относится к Окскому бассейновому округу, водохозяйственный участок реки — Цна от города Тамбов и до устья, речной подбассейн реки — Мокша. Речной бассейн реки — Ока.
По данным геоинформационной системы водохозяйственного районирования территории РФ, подготовленной Федеральным агентством водных ресурсов:
- Код водного объекта в государственном водном реестре — 09010200312110000029904
- Код по гидрологической изученности (ГИ) — 110002990
- Код бассейна — 09.01.02.003
- Номер тома по ГИ — 10
- Выпуск по ГИ — 0